# Galiziani
I galiziani (in galiziano e in portoghese galegos; in spagnolo gallegos), anche chiamati galleghi, galeghi o gaglieghi, sono il gruppo etnico originario della Galizia, regione storica e amministrativa situata nel nordovest della penisola iberica. 
A causa della lunga associazione alla Spagna, lo spagnolo è ampiamente parlato tra i galiziani, sebbene sia diffuso anche l'utilizzo del galiziano, che in Galizia ha status di lingua ufficiale accanto allo spagnolo.

## L'identità celtica

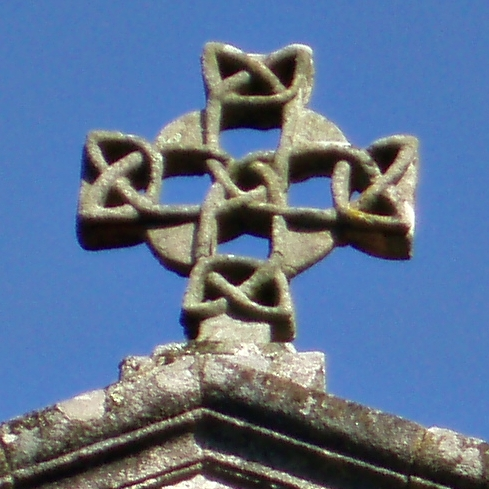
Croce intrecciata, Santiago de Compostela

Nel XIX secolo un gruppo di scrittori e studiosi romantici e nazionalisti, tra i quali Eduardo Pondal e Manuel Murguía, guidò in Galizia una "rinascita celtica" inizialmente basata sulle testimonianze storiche di antichi autori romani e greci (Pomponio Mela, Plinio il Vecchio, Strabone e Tolomeo), che scrissero dei popoli celtici che abitavano la Galizia; questa riscoperta fu anche basato su dati linguistici e onomastici, e sulla somiglianza di alcuni aspetti della cultura e della geografia della Galizia con quelli dei paesi celtici come Irlanda, Bretagna e Gran Bretagna. Le somiglianze includono leggende e tradizioni, arti decorative e popolari e musica, ma anche il verde paesaggio collinare o l'ubiquità delle fortezze dell'età del ferro, megaliti neolitici e coppe e anelli dell'età del bronzo. Lo strumento musicale tradizionale galiziano, la gaita, appartiene alla famiglia delle cornamuse, preponderanti nelle tradizioni musicali scozzese e irlandese.
Tra la fine del XIX e l'inizio del XX secolo questa rinascita ha permeato la società galiziana: nel 1916 Os Pinos, una poesia di Eduardo Pondal, fu scelta come testo del nuovo inno galiziano. La poesia contiene alcuni espliciti riferimenti ai Celti, come "figli dei nobili Celti" o "della patria di Breogán" Il passato celtico è divenuto parte integrante dell'auto-percepita identità galiziana: di conseguenza un numero importante di associazioni culturali e società sportive ricevettero nomi legati ai Celti, tra cui Celta de Vigo, Céltiga FC o Fillos de Breogán. Dagli anni '70 sono popolari anche alcuni festival culturali e musicali di stampo celtico, tra cui il più notevole è il Festival Internacional do Mundo Celta de Ortigueira, e allo stesso tempo gruppi musicali e interpreti popolari galiziani sono diventati partecipanti abituali ai festival celtici altrove, come nel Festival interceltico di Lorient.